# Kai Nergaard
Kai Richard Erdahl (tidligere:Nergaard) er en norsk guitarist. Han var grundlægger og lead guitarist for bandet Griffin. 

## Biografi
Nergaard dannede Griffin i slutningen af 1998. Han er forblevet bandet guitarist siden da. I 2003 blev han af Alexi Laiho indviteret med i Children of Bodom som erstatning for Alexander Kuoppola, men takkede nej. Posten gik i stedet til Roope Latvala.

### Udstyr
Nergaard brugt en guitar af modellen ESP-SV. Han har også brugt ESP-Eclipse.

## Diskografi
- Wasteland Serenades (2000)
- The Sideshow (2002)
- No Holds Barred (2003)
- Lifeforce (2005)
- The Ultimate Demise (2007)